# Josef Dechant
Josef Dechant (* 18. Mai 1942 im Lengauer Ortsteil Schneegattern) ist ein ehemaliger österreichischer Politiker (ÖVP) und war von 1992 bis 1999 Bürgermeister der Stadt Salzburg.

## Politische Karriere
Dechant begann seine politische Karriere 1967 als Sekretär des damaligen Vizebürgermeisters und späteren Landeshauptmannes Wilfried Haslauer. 1980 wurde er Mitglied des Gemeinderats und trat 1987 als Bürgermeister-Stellvertreter in das Salzburger Stadtratskollegium ein. 1992 wurde er als Nachfolger von Harald Lettner (SPÖ) Bürgermeister und bekleidete dieses Amt bis 1999. Er war damit der erste gewählte ÖVP-Bürgermeister Salzburgs. Der erste ÖVP-Bürgermeister, Richard Hildmann, war 1945 von der US-Militärregierung bestellt worden. Seit 2017 ist Harald Preuner (ÖVP) Bürgermeister, er kam ins Amt nach dem Rücktritt von Heinz Schaden und gewann seine Wahl im selben Jahr.
2005 wurde Dechant zum Ehrenbürger Salzburgs ernannt.
Seit 1967 ist er Mitglied der katholischen Studentenverbindung KÖHV Rupertina Salzburg im ÖCV.

## Ehrungen
- Ehrenbürger der Stadt Salzburg[2]